# برتلمینگ
برتلمینگ (به فرانسوی: Berthelming) یک کمون در فرانسه است که در Canton of Fénétrange واقع شده‌است.

## خصوصیات
برتلمینگ ۱۰٫۶۷ کیلومترمربع مساحت و ۵۱۴ نفر جمعیت دارد و ۲۵۰ متر بالاتر از سطح دریا واقع شده‌است.